# Golpe avisa
Golpe avisa es el nombre del sexto álbum de estudio del grupo mexicano de hip hop, Cartel de Santa. El álbum fue lanzado el 5 de agosto de 2014 por Sony Music Entertainment. Este trabajo es el primer álbum de estudio del grupo lanzado después de que se diera a conocer la separación del rapero Dharius. Este es el primer disco donde incursionan en el rap psicodélico.
Este álbum incluye colaboraciones con Campa, Draw, Big Man y Millonario.
La canción "Me alegro de su odio", originalmente había sido lanzada con la colaboración de Dharius. Sin embargo, después de la decisión del rapero de abandonar el grupo, este tema tuvo que ser reeditado para incluirlo en el álbum. Dicho tema reeditado nunca fue lanzado como sencillo. Sin embargo
existen más sencillos que fueron retirados entre ellos "El mejor MC" y "No se cruce cuando pase el tren" debido a la salida de MC Dharius.

## Lista de canciones
| N.º | Título                              | Duración |  |
| 1.  | «Andamos zumbando»                  | 2:18     |  |
| 2.  | «Si te vienen a contar»             | 3:39     |  |
| 3.  | «Suena mamalona» (feat. Campa)      | 4:45     |  |
| 4.  | «Es de ley» (feat. Da Fucking Draw) | 3:54     |  |
| 5.  | «Bullyar»                           | 3:39     |  |
| 6.  | «Los mensajes del WhatsApp»         | 3:33     |  |
| 7.  | «Doctor marihuana» (feat. Big Man)  | 4:26     |  |
| 8.  | «Me alegro de su odio»              | 4:27     |  |
| 9.  | «Wacha, están mamando riata»        | 3:26     |  |
| 10. | «A ti te da besitos»                | 3:14     |  |
| 11. | «Para cada loco» (feat. Millonario) | 3:34     |  |
| 12. | «Lo que quiero es besarte»          | 3:10     |  |

## Certificaciones
| País   | Organismo certificador | Certificación    | Ventas certificadas | Ref.  |
| ------ | ---------------------- | ---------------- | ------------------- | ----- |
| México | AMPROFON               | 2× Platino + Oro | 150,000             | [ 1 ] |